# Xixuthrus heros
Xixuthrus heros  (лат.) — жук семейства Усачи (Cerambycidae). Один из крупнейших жуков в мире.

## Описание
Длина тела до 15 см. По некоторым данным до 16,5 см. Периодически возникающие сообщения о находках 20-сантиметровых особей Xixuthrus научно не проверены. Окраска надкрылий самца песчано-кремовая, слегка с коричневатым оттенком, самки — буро-коричневая.
По надкрыльям проходят продольные полосы черного цвета, у самки иногда почти не различимые на общем тёмном фоне надкрылий. Жвалы самца хорошо развитые, крупнее, чем у самки.

## Ареал
Эндемик Фиджи.

## Численность
Численность очень низкая. Ряд литературных и интернет источников утверждает, что данный вид вымер, однако это не соответствует действительности.